# ATP Challenger Series 1999
L'ATP Challenger Series è il secondo livello di tornei per professionisti organizzata dall'ATP. Il circuito prevede tornei con un montepremi che può variare da 25.000 a 150.000 dollari.

## Calendario

### Gennaio
| Settimana  | Torneo                                                                                        | Campioni                                      | Finalisti                       | Semifinalisti                  | Eliminati ai quarti                                                  |
| ---------- | --------------------------------------------------------------------------------------------- | --------------------------------------------- | ------------------------------- | ------------------------------ | -------------------------------------------------------------------- |
| 25 gennaio | Intersport Heilbronn Open 1999 Heilbronn, Germania Cemento Indoor $100 000 Singolare - Doppio | Laurence Tieleman 6–2, 5–7, 6–3               | Markus Hantschk                 | Lars Burgsmüller Roger Federer | Jan Frode Andersen Christian Vinck Justin Gimelstob Rainer Schüttler |
| 25 gennaio | Intersport Heilbronn Open 1999 Heilbronn, Germania Cemento Indoor $100 000 Singolare - Doppio | Michael Kohlmann Filippo Veglio 6–4, 6–7, 7–5 | Justin Gimelstob Chris Woodruff | Lars Burgsmüller Roger Federer | Jan Frode Andersen Christian Vinck Justin Gimelstob Rainer Schüttler |

### Febbraio
| Settimana   | Torneo                                                                                         | Campioni                                          | Finalisti                         | Semifinalisti                   | Eliminati ai quarti                                                |
| ----------- | ---------------------------------------------------------------------------------------------- | ------------------------------------------------- | --------------------------------- | ------------------------------- | ------------------------------------------------------------------ |
| 1º febbraio | Amarillo Challenger 1999 Amarillo, USA Cemento Indoor $50 000 Singolare - Doppio               | Gabriel Trifu 5–7, 6–4, 6–2                       | Brian MacPhie                     | Sargis Sargsian Daniel Nestor   | Alex O'Brien André Sá Michael Joyce Mashiska Washington            |
| 1º febbraio | Amarillo Challenger 1999 Amarillo, USA Cemento Indoor $50 000 Singolare - Doppio               | Mike Bryan Bob Bryan 6–4, 6–2                     | Grant Doyle Andrew Painter        | Sargis Sargsian Daniel Nestor   | Alex O'Brien André Sá Michael Joyce Mashiska Washington            |
| 1º febbraio | Calcutta Challenger 1999 Calcutta, India Erba Indoor $50 000 Singolare - Doppio                | Leander Paes 4–6, 6–4, 6–3                        | Mahesh Bhupathi                   | Mosè Navarra Tuomas Ketola      | Aisam-ul-Haq Qureshi Andres Zingman Kalle Flygt Grégory Carraz     |
| 1º febbraio | Calcutta Challenger 1999 Calcutta, India Erba Indoor $50 000 Singolare - Doppio                | Noam Behr Eyal Ran 6–4, 6–7, 6–2                  | Barry Cowan Wesley Whitehouse     | Mosè Navarra Tuomas Ketola      | Aisam-ul-Haq Qureshi Andres Zingman Kalle Flygt Grégory Carraz     |
| 1º febbraio | Hamburg Challenger 1999 Amburgo, Germania Sintetico Indoor $50 000 Singolare - Doppio          | Vladimir Volčkov 4–6, 6–3, 7–6                    | Axel Pretzsch                     | Karsten Braasch Ivo Heuberger   | Cristiano Caratti Antony Dupuis Marzio Martelli Ville Liukko       |
| 1º febbraio | Hamburg Challenger 1999 Amburgo, Germania Sintetico Indoor $50 000 Singolare - Doppio          | Michael Kohlmann Filippo Veglio 6–4, 7–6          | Martín García Cristiano Testa     | Karsten Braasch Ivo Heuberger   | Cristiano Caratti Antony Dupuis Marzio Martelli Ville Liukko       |
| 1º febbraio | Punta del Este Challenger 1999 Punta del Este, Uruguay Terra rossa $50 000 Singolare - Doppio  | Marcelo Charpentier 6–2, 6–2                      | Martín Rodríguez                  | Héctor Moretti Sebastián Prieto | Francisco Cabello Andrés Schneiter Diego Veronelli Agustín Calleri |
| 1º febbraio | Punta del Este Challenger 1999 Punta del Este, Uruguay Terra rossa $50 000 Singolare - Doppio  | Lucas Arnold Ker Marcelo Filippini 6–1, 6–4       | Paulo Carvallo Gonzalo Rodriguez  | Héctor Moretti Sebastián Prieto | Francisco Cabello Andrés Schneiter Diego Veronelli Agustín Calleri |
| 8 febbraio  | Lucknow Challenger 1999 Lucknow, India Erba $100 000 Singolare - Doppio                        | Tuomas Ketola 6–3, 6–4                            | Mosè Navarra                      | Noam Behr Ota Fukárek           | Andrej Stoljarov Amir Hadad João Cunha e Silva Oren Motevassel     |
| 8 febbraio  | Lucknow Challenger 1999 Lucknow, India Erba $100 000 Singolare - Doppio                        | Nuno Marques Tom Vanhoudt 6–4, 5–7, 6–1           | Marcos Ondruska Andrew Richardson | Noam Behr Ota Fukárek           | Andrej Stoljarov Amir Hadad João Cunha e Silva Oren Motevassel     |
| 8 febbraio  | Volkswagen Challenger 1999 Wolfsburg, Germania Sintetico Indoor $25 000 Singolare - Doppio     | Axel Pretzsch walkover                            | Diego Nargiso                     | George Bastl Christian Vinck    | Andy Fahlke Cristiano Caratti Arne Thoms Radek Štěpánek            |
| 8 febbraio  | Volkswagen Challenger 1999 Wolfsburg, Germania Sintetico Indoor $25 000 Singolare - Doppio     | Adriano Ferreira Maurice Ruah walkover            | Karsten Braasch Dirk Dier         | George Bastl Christian Vinck    | Andy Fahlke Cristiano Caratti Arne Thoms Radek Štěpánek            |
| 15 febbraio | Lubeck Challenger 1999 Lubecca, Germania Sintetico Indoor $125 000 Singolare - Doppio          | Axel Pretzsch 7–6, 6–4                            | Michael Kohlmann                  | Ville Liukko Lars Burgsmüller   | Antony Dupuis Maurice Ruah Ivo Heuberger Radek Štěpánek            |
| 15 febbraio | Lubeck Challenger 1999 Lubecca, Germania Sintetico Indoor $125 000 Singolare - Doppio          | Patrick Sommer Franz Stauder 6–4, 7–5             | Michael Kohlmann Filippo Veglio   | Ville Liukko Lars Burgsmüller   | Antony Dupuis Maurice Ruah Ivo Heuberger Radek Štěpánek            |
| 22 febbraio | Challenger DCNS de Cherbourg 1999 Cherbourg, Francia Cemento Indoor $50 000 Singolare - Doppio | Sébastien Grosjean 4–6, 6–3, 6–0                  | Antony Dupuis                     | Andrej Čerkasov Arnaud Clément  | Arnaud Di Pasquale Olivier Malcor Gastón Etlis Lionel Roux         |
| 22 febbraio | Challenger DCNS de Cherbourg 1999 Cherbourg, Francia Cemento Indoor $50 000 Singolare - Doppio | Michael Hill Andrew Painter 7–5, 7–6              | Massimo Bertolini Cristian Brandi | Andrej Čerkasov Arnaud Clément  | Arnaud Di Pasquale Olivier Malcor Gastón Etlis Lionel Roux         |
| 22 febbraio | Ho Chi Minh Challenger 1999 Ho Chi Minh, Vietnam Cemento $50 000+H Singolare - Doppio          | John van Lottum 7–6, 6–2                          | Markus Hipfl                      | Alberto Martín Oleg Ogorodov    | Jacobo Díaz Marcos Ondruska Johan Van Herck Paradorn Srichaphan    |
| 22 febbraio | Ho Chi Minh Challenger 1999 Ho Chi Minh, Vietnam Cemento $50 000+H Singolare - Doppio          | Juan Ignacio Carrasco Jairo Velasco, Jr. 6–4, 6–4 | Justin Bower Jason Weir-Smith     | Alberto Martín Oleg Ogorodov    | Jacobo Díaz Marcos Ondruska Johan Van Herck Paradorn Srichaphan    |
| 22 febbraio | Laguna Hills Challenger 1999 Laguna Hills, USA Cemento $50 000+H Singolare - Doppio            | Sébastien Lareau 6–3, 7–6                         | Michael Sell                      | Takao Suzuki André Sá           | Andrew Ilie Bob Bryan Nenad Zimonjić Álex Calatrava                |
| 22 febbraio | Laguna Hills Challenger 1999 Laguna Hills, USA Cemento $50 000+H Singolare - Doppio            | Paul Goldstein Brian MacPhie 3–6, 6–4, 7–5        | Pablo Albano Daniel Orsanic       | Takao Suzuki André Sá           | Andrew Ilie Bob Bryan Nenad Zimonjić Álex Calatrava                |

### Marzo
| Settimana | Torneo | Campioni                                          | Finalisti                         | Semifinalii                  | Eliminati ai quarti                                               |
| --------- | --- | ------------------------------------------------- | --------------------------------- | ---------------------------- | ----------------------------------------------------------------- |
| 1º marzo  | Grenoble Challenger 1999 Grenoble, Francia Cemento (indoor) $50 000+H Singolare - Doppio                        | Julien Boutter 6–2, 4–6, 6–4                      | Antony Dupuis                     | Rogier Wassen Olivier Mutis  | Gastón Etlis Christophe Rochus Maurice Ruah Agustín Calleri       |
| 1º marzo  | Grenoble Challenger 1999 Grenoble, Francia Cemento (indoor) $50 000+H Singolare - Doppio                        | Adam Peterson Chris Tontz 4–6, 6–3, 6–4           | Martín García Cristiano Testa     | Rogier Wassen Olivier Mutis  | Gastón Etlis Christophe Rochus Maurice Ruah Agustín Calleri       |
| 1º marzo  | Magdeburg Challenger 1999 Magdeburgo, Germania Sintetico Indoor $25 000+H Singolare - Doppio                    | Markus Hantschk 3–6, 7–6, 6–4                     | Axel Pretzsch                     | Franz Stauder Petr Luxa      | Lars Burgsmüller Dirk Dier Ivo Heuberger Francisco Cabello        |
| 1º marzo  | Magdeburg Challenger 1999 Magdeburgo, Germania Sintetico Indoor $25 000+H Singolare - Doppio                    | Michael Hill Andrew Painter 7–6, 6–7, 7–6         | Jan-Ralph Brandt Dirk Dier        | Franz Stauder Petr Luxa      | Lars Burgsmüller Dirk Dier Ivo Heuberger Francisco Cabello        |
| 1º marzo  | Singapore Challenger 1999 Singapore, Singapore Cemento $25 000 Singolare - Doppio                               | Mosè Navarra 6–2, 6–2                             | Alberto Martín                    | Markus Hipfl Marcello Craca  | Christophe Van Garsse Óscar Serrano Gámez Óscar Ortiz Jacobo Díaz |
| 1º marzo  | Singapore Challenger 1999 Singapore, Singapore Cemento $25 000 Singolare - Doppio                               | Jeff Coetzee Damien Roberts 7–5, 6–3              | Oleg Ogorodov Eyal Ran            | Markus Hipfl Marcello Craca  | Christophe Van Garsse Óscar Serrano Gámez Óscar Ortiz Jacobo Díaz |
| 8 marzo   | Open de Franche Comté 1999 Besançon, Francia Cemento indoor $25 000 Singolare - Doppio                          | Ivan Ljubičić 6–4, 6–2                            | Lionel Roux                       | Olivier Mutis Ville Liukko   | Julien Boutter Christophe Rochus Antony Dupuis George Bastl       |
| 8 marzo   | Open de Franche Comté 1999 Besançon, Francia Cemento indoor $25 000 Singolare - Doppio                          | Juan Ignacio Carrasco Jairo Velasco, Jr. 6–1, 7–6 | Martín García Cristiano Testa     | Olivier Mutis Ville Liukko   | Julien Boutter Christophe Rochus Antony Dupuis George Bastl       |
| 8 marzo   | Shimadzu All Japan Indoor Tennis Championships 1999 Kyoto, Giappone Cemento Indoor $25 000+H Singolare - Doppio | Julian Knowle 6–1, 6–2                            | Gouichi Motomura                  | Lorenzo Manta Tomas Behrend  | Satoshi Iwabuchi Yaoki Ishii Eyal Ran Barry Cowan                 |
| 8 marzo   | Shimadzu All Japan Indoor Tennis Championships 1999 Kyoto, Giappone Cemento Indoor $25 000+H Singolare - Doppio | Julian Knowle Lorenzo Manta 6–1, 6–7, 6–2         | Giorgio Galimberti Lee Hyung-taik | Lorenzo Manta Tomas Behrend  | Satoshi Iwabuchi Yaoki Ishii Eyal Ran Barry Cowan                 |
| 8 marzo   | Challenger Salinas 1999 Salinas, Ecuador Cemento $25 000+H Singolare - Doppio                                   | Juan Ignacio Chela 6–4, 7–6                       | Hernán Gumy                       | Álex Calatrava Gastón Gaudio | Mashiska Washington Márcio Carlsson Luis Morejón Guillermo Cañas  |
| 8 marzo   | Challenger Salinas 1999 Salinas, Ecuador Cemento $25 000+H Singolare - Doppio                                   | Mariano Hood Sebastián Prieto 6–2, 7–6            | Lucas Arnold Ker Daniel Orsanic   | Álex Calatrava Gastón Gaudio | Mashiska Washington Márcio Carlsson Luis Morejón Guillermo Cañas  |
| 29 marzo  | Open Barletta 1999 Barletta, Italia Terra Rossa $25 000+H Singolare - Doppio                                    | Jacobo Díaz 6–7, 6–0, 6–3                         | Guillermo Cañas                   | Eduardo Medica Oliver Gross  | Markus Hantschk Javier Sánchez Dinu Pescariu Gastón Gaudio        |
| 29 marzo  | Open Barletta 1999 Barletta, Italia Terra Rossa $25 000+H Singolare - Doppio                                    | Guillermo Cañas Javier Sánchez 4–6, 6–2, 6–2      | Gastón Gaudio Hernán Gumy         | Eduardo Medica Oliver Gross  | Markus Hantschk Javier Sánchez Dinu Pescariu Gastón Gaudio        |
| 29 marzo  | San Luis Potosí Challenger 1999 San Luis Potosí, Messico Terra rossa $50 000 Singolare - Doppio                 |                                                   |                                   |                              |                                                                   |
| 29 marzo  | |                                                   |                                   |                              |                                                                   |

### Aprile
| Settimana | Torneo                                                                               | Campioni                                | Finalisti                         | Semifinalii                    | Eliminati ai quarti                                               |
| --------- | ------------------------------------------------------------------------------------ | --------------------------------------- | --------------------------------- | ------------------------------ | ----------------------------------------------------------------- |
| 5 aprile  | Tennis Napoli Cup 1999 Napoli, Italia Terra rossa $50 000+H Singolare - Doppio       | Juan Carlos Ferrero 3–6, 7–6, 6–1       | Juan Albert Viloca                | Marcelo Filippini Hernán Gumy  | Julián Alonso Diego Nargiso Gastón Gaudio Dinu Pescariu           |
| 5 aprile  | Tennis Napoli Cup 1999 Napoli, Italia Terra rossa $50 000+H Singolare - Doppio       | Marcos Ondruska Jack Waite 6–4, 7–6     | Massimo Bertolini Cristian Brandi | Marcelo Filippini Hernán Gumy  | Julián Alonso Diego Nargiso Gastón Gaudio Dinu Pescariu           |
| 12 aprile | XL Bermuda Open 1999 Paget, Bermuda Terra verde $100 000 Singolare - Doppio          | Hernán Gumy 6–3, 7–6                    | Guillermo Cañas                   | Nicolás Lapentti Nicolás Massú | Dirk Dier Christophe Rochus Jared Palmer Tomas Behrend            |
| 12 aprile | XL Bermuda Open 1999 Paget, Bermuda Terra verde $100 000 Singolare - Doppio          | Doug Flach Richey Reneberg 6–4, 6–4     | Paul Kilderry Patrick Rafter      | Nicolás Lapentti Nicolás Massú | Dirk Dier Christophe Rochus Jared Palmer Tomas Behrend            |
| 12 aprile | New Delhi Challenger 1999 Nuova Delhi, India Cemento $100 000 Singolare - Doppio     | Leander Paes 7–5, 6–4                   | Mahesh Bhupathi                   | Grégory Carraz Gastón Etlis    | Jeff Coetzee Oleg Ogorodov Andreas Vinciguerra Vladimir Volčkov   |
| 12 aprile | New Delhi Challenger 1999 Nuova Delhi, India Cemento $100 000 Singolare - Doppio     | Noam Behr Eyal Ran 6–3, 4–6, 6–4        | Barry Cowan Wesley Whitehouse     | Grégory Carraz Gastón Etlis    | Jeff Coetzee Oleg Ogorodov Andreas Vinciguerra Vladimir Volčkov   |
| 12 aprile | Nice Challenger 1999 Nizza, Francia Terra rossa €42 000+H Singolare - Doppio         | Gastón Gaudio 6–2, 6–3                  | Jacobo Díaz                       | Marzio Martelli Markus Hipfl   | Markus Hantschk Juan Ignacio Chela Eduardo Medica Guillaume Raoux |
| 12 aprile | Nice Challenger 1999 Nizza, Francia Terra rossa €42 000+H Singolare - Doppio         | Martín García Sebastián Prieto 7–6, 6–4 | Tomáš Cibulec Leoš Friedl         | Marzio Martelli Markus Hipfl   | Markus Hantschk Juan Ignacio Chela Eduardo Medica Guillaume Raoux |
| 26 aprile | Espinho Challenger 1999 Espinho, Portogallo Terra rossa $25 000+H Singolare - Doppio | Gastón Gaudio 6–4, 6–1                  | Markus Hipfl                      | Jacobo Díaz Agustín Calleri    | Javier Sánchez Christophe Van Garsse Renzo Furlan Julián Alonso   |
| 26 aprile | Espinho Challenger 1999 Espinho, Portogallo Terra rossa $25 000+H Singolare - Doppio | Joan Balcells Gastón Etlis 6–3, 6–2     | Noam Behr Eyal Ran                | Jacobo Díaz Agustín Calleri    | Javier Sánchez Christophe Van Garsse Renzo Furlan Julián Alonso   |

### Maggio
| Settimana | Torneo                                                                                         | Campioni                                       | Finalisti                        | Semifinalii                     | Eliminati ai quarti                                                   |
| --------- | ---------------------------------------------------------------------------------------------- | ---------------------------------------------- | -------------------------------- | ------------------------------- | --------------------------------------------------------------------- |
| 3 maggio  | BMW Ljubljana Open 1999 Lubiana, Slovenia Terra rossa $100 000+H Singolare - Doppio            | Vladimir Volčkov 7–5, 6–7, 6–4                 | Dinu Pescariu                    | Roger Federer Germán Puentes    | Gastón Etlis Juan Albert Viloca Agustín Calleri Orlin Stanojčev       |
| 3 maggio  | BMW Ljubljana Open 1999 Lubiana, Slovenia Terra rossa $100 000+H Singolare - Doppio            | Massimo Valeri Tom Vanhoudt 7–6, 6–4           | Eduardo Nicolás Germán Puentes   | Roger Federer Germán Puentes    | Gastón Etlis Juan Albert Viloca Agustín Calleri Orlin Stanojčev       |
| 10 maggio | Birmingham Challenger 1999 Birmingham, USA Terra verde $50 000+H Singolare - Doppio            | Francisco Costa 6–7, 7–6, 6–3                  | Martín Rodríguez                 | Ronald Agénor Luis Horna        | Eric Taino Rodolphe Cadart Michael Sell Óscar Serrano Gámez           |
| 10 maggio | Birmingham Challenger 1999 Birmingham, USA Terra verde $50 000+H Singolare - Doppio            | Mike Bryan Bob Bryan 7–5, 6–3                  | Geoff Grant T. J. Middleton      | Ronald Agénor Luis Horna        | Eric Taino Rodolphe Cadart Michael Sell Óscar Serrano Gámez           |
| 10 maggio | Jerusalem Challenger 1999 Gerusalemme, Israele Cemento $35 000+H Singolare - Doppio            | Lior Mor 7–5, 5–7, 6–2                         | Neville Godwin                   | Christophe Rochus Tuomas Ketola | Axel Pretzsch Fredrik Jonsson Andy Ram Lars Burgsmüller               |
| 10 maggio | Jerusalem Challenger 1999 Gerusalemme, Israele Cemento $35 000+H Singolare - Doppio            | Jeff Coetzee Tuomas Ketola 6–2, 6–4            | Barry Cowan Neville Godwin       | Christophe Rochus Tuomas Ketola | Axel Pretzsch Fredrik Jonsson Andy Ram Lars Burgsmüller               |
| 24 maggio | Sofia Open Challenger 1999 Sofia, Bulgaria Terra rossa $35 000+H Singolare - Doppio            | Marcello Craca 7–5, 6–0                        | Orlin Stanojčev                  | Davide Scala Tomas Behrend      | Giorgio Galimberti David Miketa André Sá Petr Dezort                  |
| 24 maggio | Sofia Open Challenger 1999 Sofia, Bulgaria Terra rossa $35 000+H Singolare - Doppio            | Tomas Behrend Karsten Braasch 6–3, 6–4         | Simon Aspelin Tobias Hildebrand  | Davide Scala Tomas Behrend      | Giorgio Galimberti David Miketa André Sá Petr Dezort                  |
| 31 maggio | Schickedanz Open 1999 Furth, Germania Terra rossa €42 000+H Singolare - Doppio                 | Ronald Agénor 6–2, 7–6                         | Tomáš Zíb                        | Dirk Dier Tomas Behrend         | Juan Albert Viloca Lucas Arnold Ker Christian Vinck Guillermo Cañas   |
| 31 maggio | Schickedanz Open 1999 Furth, Germania Terra rossa €42 000+H Singolare - Doppio                 | Nebojša Đorđević Marcos Ondruska 4–6, 6–3, 6–4 | Diego del Río Martín Rodríguez   | Dirk Dier Tomas Behrend         | Juan Albert Viloca Lucas Arnold Ker Christian Vinck Guillermo Cañas   |
| 31 maggio | Unicredit Czech Open 1999 Prostějov, Repubblica Ceca Terra rossa €127 000+H Singolare - Doppio | Richard Fromberg 7–6, 5–7, 6–4                 | Juan Carlos Ferrero              | Galo Blanco Jacobo Díaz         | Vincenzo Santopadre Radek Štěpánek Orlin Stanojčev Juan Ignacio Chela |
| 31 maggio | Unicredit Czech Open 1999 Prostějov, Repubblica Ceca Terra rossa €127 000+H Singolare - Doppio | Dinu Pescariu Eric Taino 6–3, 6–3              | Devin Bowen Eyal Ran             | Galo Blanco Jacobo Díaz         | Vincenzo Santopadre Radek Štěpánek Orlin Stanojčev Juan Ignacio Chela |
| 31 maggio | Surbiton Trophy 1999 Surbiton, Gran Bretagna Erba €30 000+H Singolare - Doppio                 | Sargis Sargsian 7–6, 7–5                       | Martin Damm                      | Peter Wessels Roger Federer     | Michael Hill Paradorn Srichaphan Kenneth Carlsen Alex O'Brien         |
| 31 maggio | Surbiton Trophy 1999 Surbiton, Gran Bretagna Erba €30 000+H Singolare - Doppio                 | Scott Draper Todd Woodbridge walkover          | Justin Gimelstob Scott Humphries | Peter Wessels Roger Federer     | Michael Hill Paradorn Srichaphan Kenneth Carlsen Alex O'Brien         |

### Giugno
| Settimana | Torneo                                                                                | Campioni                                         | Finalisti                        | Semifinalii                         | Eliminati ai quarti                                                     |
| --------- | ------------------------------------------------------------------------------------- | ------------------------------------------------ | -------------------------------- | ----------------------------------- | ----------------------------------------------------------------------- |
| 7 giugno  | Maia Challenger 1999 Maia, Portogallo Terra rossa $50 000+H Singolare - Doppio        | Juan Carlos Ferrero 6–3, 5–7, 6–3                | Mariano Hood                     | Eduardo Nicolás Espin Nicolás Massú | Germán Puentes Luis Horna Gastón Etlis Rodolphe Gilbert                 |
| 7 giugno  | Maia Challenger 1999 Maia, Portogallo Terra rossa $50 000+H Singolare - Doppio        | Mariano Hood Sebastián Prieto 6–2, 6–0           | Emanuel Couto Bernardo Mota      | Eduardo Nicolás Espin Nicolás Massú | Germán Puentes Luis Horna Gastón Etlis Rodolphe Gilbert                 |
| 7 giugno  | Weiden Challenger 1999 Weiden, Germania Terra rossa $35 000+H Singolare - Doppio      | Roberto Carretero 6–1, 7–5                       | Christophe Van Garsse            | Ronald Agénor Ota Fukárek           | Julien Boutter Andy Fahlke Juan Ignacio Chela Juan Albert Viloca        |
| 7 giugno  | Weiden Challenger 1999 Weiden, Germania Terra rossa $35 000+H Singolare - Doppio      | Emilio Benfele Álvarez Dušan Vemić 6–7, 6–2, 6–4 | Simon Aspelin Johan Landsberg    | Ronald Agénor Ota Fukárek           | Julien Boutter Andy Fahlke Juan Ignacio Chela Juan Albert Viloca        |
| 14 giugno | Nord LB Open 1999 Braunschweig, Germania Terra rossa €106 000+H Singolare - Doppio    | Jens Knippschild 7–5, 7–6                        | Franco Squillari                 | Gastón Gaudio Christian Ruud        | Agustín Calleri Albert Portas Michel Kratochvil Jacobo Díaz             |
| 14 giugno | Nord LB Open 1999 Braunschweig, Germania Terra rossa €106 000+H Singolare - Doppio    | Albert Portas Germán Puentes 6–4, 6–7, 6–3       | Tomás Carbonell Nebojša Đorđević | Gastón Gaudio Christian Ruud        | Agustín Calleri Albert Portas Michel Kratochvil Jacobo Díaz             |
| 14 giugno | Zagreb Open 1999 Zagabria, Croazia Terra rossa $50 000+H Singolare - Doppio           | Andrea Gaudenzi 6–1, 6–4                         | Julien Boutter                   | Thomas Larsen Tomáš Zíb             | Ivan Vajda Gastón Etlis Oleg Ogorodov Renzo Furlan                      |
| 14 giugno | Zagreb Open 1999 Zagabria, Croazia Terra rossa $50 000+H Singolare - Doppio           | Ivan Ljubičić Lovro Zovko 6–3, 6–0               | Jérôme Hanquez Régis Lavergne    | Thomas Larsen Tomáš Zíb             | Ivan Vajda Gastón Etlis Oleg Ogorodov Renzo Furlan                      |
| 21 giugno | Canella Challenger 1999 Biella, Italia Terra rossa $50 000 Singolare - Doppio         | Nicolás Massú 7–6, 5–7, 6–4                      | Oleg Ogorodov                    | Juan Giner Luis Morejón             | Marco Meneschincheri Ronald Agénor Florian Allgauer Andrés Schneiter    |
| 21 giugno | Canella Challenger 1999 Biella, Italia Terra rossa $50 000 Singolare - Doppio         | Filippo Messori Massimo Valeri 7–5, 6–4          | Agustín Calleri Salvador Navarro | Juan Giner Luis Morejón             | Marco Meneschincheri Ronald Agénor Florian Allgauer Andrés Schneiter    |
| 21 giugno | Eisenach Challenger 1999 Eisenach, Germania Terra rossa €106 000+H Singolare - Doppio | Juan Albert Viloca 7–6, 6–4                      | Tomas Behrend                    | Petr Dezort Emilio Benfele Álvarez  | Juan Ignacio Chela Ionuț Moldovan Thomas Larsen Antony Dupuis           |
| 21 giugno | Eisenach Challenger 1999 Eisenach, Germania Terra rossa €106 000+H Singolare - Doppio | Mitch Sprengelmeyer Jason Weir-Smith 6–3, 6–1    | Dirk Dier Marcus Hilpert         | Petr Dezort Emilio Benfele Álvarez  | Juan Ignacio Chela Ionuț Moldovan Thomas Larsen Antony Dupuis           |
| 21 giugno | Prague Open 1999 Praga, Repubblica Ceca Terra rossa $75 000 Singolare - Doppio        | Michal Tabara 6–4, 6–1                           | Jean-René Lisnard                | Ota Fukárek Attila Sávolty          | Tomáš Zíb David Caldwell Radomír Vašek Ville Liukko                     |
| 21 giugno | Prague Open 1999 Praga, Repubblica Ceca Terra rossa $75 000 Singolare - Doppio        | Michal Tabara Radomír Vašek 6–2, 6–0             | Tomáš Cibulec Petr Pála          | Ota Fukárek Attila Sávolty          | Tomáš Zíb David Caldwell Radomír Vašek Ville Liukko                     |
| 28 giugno | Challenger Lugano 1999 Lugano, Svizzera Terra rossa €85 000+H Singolare - Doppio      | Michal Tabara 6–7, 6–4, 6–2                      | Ronald Agénor                    | Álex Calatrava George Bastl         | Óscar Burrieza López Marco Meneschincheri Amir Hadad Željko Krajan      |
| 28 giugno | Challenger Lugano 1999 Lugano, Svizzera Terra rossa €85 000+H Singolare - Doppio      | Michal Tabara Radomír Vašek 6–2, 3–6, 6–3        | Daniel Melo Antonio Prieto       | Álex Calatrava George Bastl         | Óscar Burrieza López Marco Meneschincheri Amir Hadad Željko Krajan      |
| 28 giugno | Montauban Challenger 1999 Montauban, Francia Terra rossa €42 000+H Singolare - Doppio | Álex López Morón 6–4, 4–6, 6–2                   | Emanuel Couto                    | Florian Allgauer Federico Browne    | Hugo Armando Thierry Guardiola Jean-René Lisnard David Caballero-García |
| 28 giugno | Montauban Challenger 1999 Montauban, Francia Terra rossa €42 000+H Singolare - Doppio | Simon Aspelin Ota Fukárek 6–3, 6–4               | Ali Hamadeh Rogier Wassen        | Florian Allgauer Federico Browne    | Hugo Armando Thierry Guardiola Jean-René Lisnard David Caballero-García |
| 28 giugno | Ulm Challenger 1999 Ulma, Germania Terra rossa €42 000+H Singolare - Doppio           | Younes El Aynaoui 7–6, 6–3                       | Andrew Ilie                      | Tomas Behrend Marcos Ondruska       | Andrej Čerkasov Dušan Vemić Jakub Herm-Záhlava Adriano Ferreira         |
| 28 giugno | Ulm Challenger 1999 Ulma, Germania Terra rossa €42 000+H Singolare - Doppio           | Andrew Painter Byron Talbot 6–3, 6–4             | Dirk Dier Michael Kohlmann       | Tomas Behrend Marcos Ondruska       | Andrej Čerkasov Dušan Vemić Jakub Herm-Záhlava Adriano Ferreira         |
| 28 giugno | Venice Challenger 1999 Venezia, Italia Terra rossa €42 000+H Singolare - Doppio       | Andrei Pavel 6–2, 6–0                            | Sláva Doseděl                    | Jacobo Díaz Giorgio Galimberti      | Oliver Gross Agustín Calleri Albert Portas Davide Sanguinetti           |
| 28 giugno | Venice Challenger 1999 Venezia, Italia Terra rossa €42 000+H Singolare - Doppio       | Albert Portas Germán Puentes 6–4, 6–0            | Diego del Río Mariano Hood       | Jacobo Díaz Giorgio Galimberti      | Oliver Gross Agustín Calleri Albert Portas Davide Sanguinetti           |

### Luglio
| Settimana | Torneo                                                                                       | Campioni                                     | Finalisti                        | Semifinalii                       | Eliminati ai quarti                                                            |
| --------- | -------------------------------------------------------------------------------------------- | -------------------------------------------- | -------------------------------- | --------------------------------- | ------------------------------------------------------------------------------ |
| 5 luglio  | West of England Challenger 1999 Bristol, Gran Bretagna Erba €42 000+H Singolare - Doppio     | Raemon Sluiter 6–3, 6–7, 7–6                 | Chris Wilkinson                  | Martin Lee Damien Roberts         | Arvind Parmar Miles Maclagan Ben Ellwood Jaymon Crabb                          |
| 5 luglio  | West of England Challenger 1999 Bristol, Gran Bretagna Erba €42 000+H Singolare - Doppio     | Jan-Ralph Brandt Jeff Coetzee 6–4, 6–3       | Luke Bourgeois Dejan Petrović    | Martin Lee Damien Roberts         | Arvind Parmar Miles Maclagan Ben Ellwood Jaymon Crabb                          |
| 5 luglio  | Challenger Banque Nationale de Granby 1999 Granby, Canada Cemento $50 000 Singolare - Doppio | Petr Kralert 6–4, 6–7, 7–6                   | Mark Knowles                     | Michael Russell James Sekulov     | Markus Menzler Yaoki Ishii Lior Mor Jimy Szymanski                             |
| 5 luglio  | Challenger Banque Nationale de Granby 1999 Granby, Canada Cemento $50 000 Singolare - Doppio | Kevin Kim Jimy Szymanski 4–6, 6–1, 6–4       | Harel Levy Lior Mor              | Michael Russell James Sekulov     | Markus Menzler Yaoki Ishii Lior Mor Jimy Szymanski                             |
| 5 luglio  | Oberstaufen Cup 1999 Oberstaufen, Germania Terra rossa €30 000 Singolare - Doppio            | Alexander Popp 7–6, 6–3                      | Francisco Costa                  | Jens Knippschild Edwin Kempes     | Sebastian Jäger Álex Calatrava Óscar Serrano Gámez Andrej Stoljarov            |
| 5 luglio  | Oberstaufen Cup 1999 Oberstaufen, Germania Terra rossa €30 000 Singolare - Doppio            | Edwin Kempes Petr Luxa 7–5, 6–4              | Karsten Braasch Jens Knippschild | Jens Knippschild Edwin Kempes     | Sebastian Jäger Álex Calatrava Óscar Serrano Gámez Andrej Stoljarov            |
| 5 luglio  | Ostend Challenger 1999 Ostenda, Belgio Terra rossa €30 000 Singolare - Doppio                | Olivier Malcor 6–3, 6–1                      | Álex López Morón                 | Tomas Behrend Filip Dewulf        | Jérôme Hanquez Ville Liukko Nicolas Escudé Christophe Rochus                   |
| 5 luglio  | Ostend Challenger 1999 Ostenda, Belgio Terra rossa €30 000 Singolare - Doppio                | Marcos Ondruska Steven Randjelovic 6–2, 6–4  | Xavier Malisse Wim Neefs         | Tomas Behrend Filip Dewulf        | Jérôme Hanquez Ville Liukko Nicolas Escudé Christophe Rochus                   |
| 12 luglio | Comerica Bank Challenger 1999 Aptos, Stati Uniti Cemento $75 000 Singolare - Doppio          | Michael Hill 6–7, 6–4, 6–2                   | Harel Levy                       | Michael Chang Laurence Tieleman   | Cristiano Caratti Axel Pretzsch Antony Dupuis David Caldwell                   |
| 12 luglio | Comerica Bank Challenger 1999 Aptos, Stati Uniti Cemento $75 000 Singolare - Doppio          | Michael Hill Scott Humphries 7–6, 1–6, 7–5   | Harel Levy Lior Mor              | Michael Chang Laurence Tieleman   | Cristiano Caratti Axel Pretzsch Antony Dupuis David Caldwell                   |
| 12 luglio | Contrexéville Challenger 1999 Contrexéville, Francia Terra rossa $75 000 Singolare - Doppio  | Ronald Agénor 7–6, 6–2                       | Gérard Solvès                    | Olivier Malcor Tomas Behrend      | Rodolphe Gilbert Álex Calatrava Edwin Kempes Stéphane Huet                     |
| 12 luglio | Contrexéville Challenger 1999 Contrexéville, Francia Terra rossa $75 000 Singolare - Doppio  | Jérôme Hanquez Régis Lavergne 6–4, 6–2       | Rodolphe Gilbert Stéphane Huet   | Olivier Malcor Tomas Behrend      | Rodolphe Gilbert Álex Calatrava Edwin Kempes Stéphane Huet                     |
| 12 luglio | S Tennis Masters Challenger 1999 Graz, Austria Terra rossa €30 000+H Singolare - Doppio      | Tomáš Zíb 7–6, 6–1                           | Juan Carlos Ferrero              | Franco Squillari Albert Portas    | Markus Hipfl Sláva Doseděl Martín Rodríguez Bohdan Ulihrach                    |
| 12 luglio | S Tennis Masters Challenger 1999 Graz, Austria Terra rossa €30 000+H Singolare - Doppio      | Nuno Marques Tom Vanhoudt 6–2, 6–2           | Albert Portas Germán Puentes     | Franco Squillari Albert Portas    | Markus Hipfl Sláva Doseděl Martín Rodríguez Bohdan Ulihrach                    |
| 12 luglio | Manchester Trophy 1999 Manchester, Gran Bretagna Erba €30 000 Singolare - Doppio             | Igor Gaudi 7–6, 6–2                          | Neville Godwin                   | Gianluca Pozzi Jonathan Erlich    | Barry Cowan Nicolas Thomann Martin Lee Jaymon Crabb                            |
| 12 luglio | Manchester Trophy 1999 Manchester, Gran Bretagna Erba €30 000 Singolare - Doppio             | Jeff Coetzee Neville Godwin 6–4, 6–2         | Jamie Delgado Martin Lee         | Gianluca Pozzi Jonathan Erlich    | Barry Cowan Nicolas Thomann Martin Lee Jaymon Crabb                            |
| 19 luglio | Open Diputación 1999 Cordova, Spagna Cemento €42 000+H Singolare - Doppio                    | Oleg Ogorodov 6–4, 3–6, 6–3                  | Gouichi Motomura                 | Ota Fukárek Jeff Coetzee          | Tommy Robredo Eyal Erlich Feliciano López Alejandro Hernández                  |
| 19 luglio | Open Diputación 1999 Cordova, Spagna Cemento €42 000+H Singolare - Doppio                    | Satoshi Iwabuchi Oleg Ogorodov 6–3, 6–2      | Noam Behr Eyal Erlich            | Ota Fukárek Jeff Coetzee          | Tommy Robredo Eyal Erlich Feliciano López Alejandro Hernández                  |
| 19 luglio | Newcastle Challenger 1999 Newcastle, Gran Bretagna Terra rossa €42 000+H Singolare - Doppio  | Jeff Tarango 3–6, 6–0, 7–6                   | Ronald Agénor                    | Andrea Gaudenzi Jean-René Lisnard | Martin Lee Julián Alonso Alan Mackin Andrej Stoljarov                          |
| 19 luglio | Newcastle Challenger 1999 Newcastle, Gran Bretagna Terra rossa €42 000+H Singolare - Doppio  | Marcus Hilpert Vaughan Snyman 7–5, 7–6       | Hugo Armando Cédric Kauffmann    | Andrea Gaudenzi Jean-René Lisnard | Martin Lee Julián Alonso Alan Mackin Andrej Stoljarov                          |
| 19 luglio | Olbia Challenger 1999 Olbia, Italia Cemento €42 000+H Singolare - Doppio                     | Stefano Pescosolido 6–7, 6–4, 7–6            | Giorgio Galimberti               | Gianluca Pozzi Diego Nargiso      | Elia Grossi Federico Luzzi Marcos Ondruska Damián Furmanski                    |
| 19 luglio | Olbia Challenger 1999 Olbia, Italia Cemento €42 000+H Singolare - Doppio                     | Omar Camporese Giorgio Galimberti 6–4, 6–1   | Filippo Messori Massimo Valeri   | Gianluca Pozzi Diego Nargiso      | Elia Grossi Federico Luzzi Marcos Ondruska Damián Furmanski                    |
| 19 luglio | Siemens Open 1999 Scheveningen, Paesi Bassi Terra rossa €85 000 Singolare - Doppio           | Emilio Benfele Álvarez 6–3, 3–6, 3–2 rit.    | Martin Verkerk                   | Jiří Vaněk Mariano Hood           | Rodolphe Gilbert Héctor Moretti Salvador Navarro Gutiérrez Óscar Serrano Gámez |
| 19 luglio | Siemens Open 1999 Scheveningen, Paesi Bassi Terra rossa €85 000 Singolare - Doppio           | Eyal Ran Tom Vanhoudt 6–4, 6–4               | James Greenhalgh Paul Rosner     | Jiří Vaněk Mariano Hood           | Rodolphe Gilbert Héctor Moretti Salvador Navarro Gutiérrez Óscar Serrano Gámez |
| 19 luglio | Tampere Open 1999 Tampere, Finlandia Terra rossa €42 000 Singolare - Doppio                  | Radomír Vašek 7–5, 2–6, 6–0                  | Martin Spöttl                    | Petr Kralertn Jarkko Nieminen     | Kim Tiilikainen Mattias Hellström Željko Krajan Johan Settergren               |
| 19 luglio | Tampere Open 1999 Tampere, Finlandia Terra rossa €42 000 Singolare - Doppio                  | Petr Dezort Radomír Vašek 6–1, 6–1           | Jarkko Nieminen Timo Nieminen    | Petr Kralertn Jarkko Nieminen     | Kim Tiilikainen Mattias Hellström Željko Krajan Johan Settergren               |
| 19 luglio | Winnetka Challenger 1999 Winnetka, USA Cemento €42 000 Singolare - Doppio                    | Alex O'Brien 6–2, 6–2                        | Maks Mirny                       | Michael Tebbutt Paul Goldstein    | Gabriel Trifu Mashiska Washington Mark Nielsen Michel Kratochvil               |
| 19 luglio | Winnetka Challenger 1999 Winnetka, USA Cemento €42 000 Singolare - Doppio                    | James Blake Thomas Blake 6–4, 6–7, 6–3       | Maks Mirny Alexander Reichel     | Michael Tebbutt Paul Goldstein    | Gabriel Trifu Mashiska Washington Mark Nielsen Michel Kratochvil               |
| 26 luglio | Edinburgh Challenger 1999 Edimburgo, Gran Bretagna Terra verde $50 000+H Singolare - Doppio  | Héctor Moretti 6–4, 6–1                      | Attila Sávolt                    | Jan Frode Andersen Luis Morejón   | Iztok Božič Salvador Navarro Gutiérrez Fernando González Martin Spöttl         |
| 26 luglio | Edinburgh Challenger 1999 Edimburgo, Gran Bretagna Terra verde $50 000+H Singolare - Doppio  | Marcus Hilpert Vaughan Snyman 6–1, 7–6       | Marcos Roy-Girardi Attila Sávolt | Jan Frode Andersen Luis Morejón   | Iztok Božič Salvador Navarro Gutiérrez Fernando González Martin Spöttl         |
| 26 luglio | Istanbul Challenger 1999 Istanbul, Turchia Cemento $100 000+H Singolare - Doppio             | Vadim Kucenko 6–4, 7–6                       | Neville Godwin                   | Christophe Rochus Kenneth Carlsen | Gianluca Pozzi Nicolas Escudé Vladimir Volčkov Radek Štěpánek                  |
| 26 luglio | Istanbul Challenger 1999 Istanbul, Turchia Cemento $100 000+H Singolare - Doppio             | Gouichi Motomura Oleg Ogorodov 6–2, 2–6, 6–2 | Jeff Coetzee Neville Godwin      | Christophe Rochus Kenneth Carlsen | Gianluca Pozzi Nicolas Escudé Vladimir Volčkov Radek Štěpánek                  |

### Agosto
| Settimana | Torneo | Campioni                                            | Finalisti                         | Semifinalii                          | Eliminati ai quarti                                                 |
| --------- | --- | --------------------------------------------------- | --------------------------------- | ------------------------------------ | ------------------------------------------------------------------- |
| 2 agosto  | Gramado Challenger 1999 Gramado, Brasile Cemento $50 000 Singolare - Doppio                                | Jamie Delgado 6–3, 7–6                              | Diego Veronelli                   | Jim Thomas Eyal Erlich               | Andrés Zingman Alexandre Simoni Václav Duda Pedro Braga             |
| 2 agosto  | Gramado Challenger 1999 Gramado, Brasile Cemento $50 000 Singolare - Doppio                                | Antonio Prieto Alexandre Simoni 6–1, 6–4            | Paulo Carvallo Ricardo Schlachter | Jim Thomas Eyal Erlich               | Andrés Zingman Alexandre Simoni Václav Duda Pedro Braga             |
| 2 agosto  | Fifth Third Bank Tennis Championships 1999 Lexington, Stati Uniti Cemento $50 000 Singolare - Doppio       | Harel Levy 6–4, 7–6                                 | Kevin Kim                         | Antony Dupuis Louis Vosloo           | Noam Okun Barry Cowan Paul Kilderry Geoff Grant                     |
| 2 agosto  | Fifth Third Bank Tennis Championships 1999 Lexington, Stati Uniti Cemento $50 000 Singolare - Doppio       | Michael Sell Gabriel Trifu 7–6, 6–7, 6–4            | Scott Humphries Kevin Kim         | Antony Dupuis Louis Vosloo           | Noam Okun Barry Cowan Paul Kilderry Geoff Grant                     |
| 2 agosto  | Nettingsdorf Challenger 1999 Nettingsdorf, Austria Terra rossa $50 000 Singolare - Doppio                  | Attila Sávolt 6–1, 6–0                              | Markus Hipfl                      | Răzvan Sabău Petr Kralert            | Jürgen Melzer Marcelo Charpentier Thomas Schiessling Ladislav Švarc |
| 2 agosto  | Nettingsdorf Challenger 1999 Nettingsdorf, Austria Terra rossa $50 000 Singolare - Doppio                  | Georg Blumauer Alexander Peya 6–7, 6–3, 7–6         | Marcelo Charpentier José Frontera | Răzvan Sabău Petr Kralert            | Jürgen Melzer Marcelo Charpentier Thomas Schiessling Ladislav Švarc |
| 2 agosto  | Poznań Challenger 1999 Poznań, Polonia Terra rossa $50 000 Singolare - Doppio                              | Galo Blanco 6–4, 6–2                                | Fredrik Jonsson                   | Oliver Gross Álex López Morón        | Marzio Martelli Jiří Vaněk Jens Knippschild Alexander Shvets        |
| 2 agosto  | Poznań Challenger 1999 Poznań, Polonia Terra rossa $50 000 Singolare - Doppio                              | Massimo Ardinghi Davide Sanguinetti 6–4, 6–4        | Hugo Armando Andrej Čerkasov      | Oliver Gross Álex López Morón        | Marzio Martelli Jiří Vaněk Jens Knippschild Alexander Shvets        |
| 2 agosto  | Open Castilla y León 1999 Segovia, Spagna Cemento $125 000+H Singolare - Doppio                            | Cyril Saulnier 6–4, 7–5                             | Sergi Bruguera                    | Nicolas Escudé Ignacio Truyol        | Carlos Costa Tuomas Ketola Javier Sánchez Kenneth Carlsen           |
| 2 agosto  | Open Castilla y León 1999 Segovia, Spagna Cemento $125 000+H Singolare - Doppio                            | Roger Federer Sander Groen 6–4, 7–6                 | Ota Fukárek Alejandro Hernández   | Nicolas Escudé Ignacio Truyol        | Carlos Costa Tuomas Ketola Javier Sánchez Kenneth Carlsen           |
| 9 agosto  | BH Tennis Open International Cup 1999 Belo Horizonte, Brasile Cemento $35 000+H Singolare - Doppio         | Jamie Delgado 6–2, 7–6                              | Daniel Melo                       | Alexandre Simoni Martin Lee          | Satoshi Iwabuchi Hideki Kaneko Dejan Petrović Luis Horna            |
| 9 agosto  | BH Tennis Open International Cup 1999 Belo Horizonte, Brasile Cemento $35 000+H Singolare - Doppio         | Daniel Melo Antonio Prieto 6–2, 3–6, 7–5            | Jamie Delgado Martin Lee          | Alexandre Simoni Martin Lee          | Satoshi Iwabuchi Hideki Kaneko Dejan Petrović Luis Horna            |
| 9 agosto  | Levene Gouldin & Thompson Tennis Challenger 1999 Binghamton, USA Cemento $50 000 Singolare - Doppio        | Antony Dupuis 6–7, 6–1, 6–4                         | Brett Steven                      | Gianluca Pozzi James Blake           | Alexander Popp David Wheaton Miles Maclagan Michael Sell            |
| 9 agosto  | Levene Gouldin & Thompson Tennis Challenger 1999 Binghamton, USA Cemento $50 000 Singolare - Doppio        | Mitch Sprengelmeyer Jason Weir-Smith 5–7, 6–4, 6–2  | Kevin Kim Lee Hyung-taik          | Gianluca Pozzi James Blake           | Alexander Popp David Wheaton Miles Maclagan Michael Sell            |
| 9 agosto  | Madrid Challenger 1999 Madrid, Spagna Cemento $50 000 Singolare - Doppio                                   | Ota Fukárek 6–2, 6–7, 7–5                           | Gouichi Motomura                  | Jonathan Erlich George Bastl         | Lior Dahan Ignacio Truyol Juan Luis Rascón Lope Ivo Heuberger       |
| 9 agosto  | Madrid Challenger 1999 Madrid, Spagna Cemento $50 000 Singolare - Doppio                                   | Thomas Shimada Myles Wakefield 6–3, 7–6             | David DiLucia Stefano Pescosolido | Jonathan Erlich George Bastl         | Lior Dahan Ignacio Truyol Juan Luis Rascón Lope Ivo Heuberger       |
| 9 agosto  | Sopot Challenger 1999 Sopot, Polonia Terra rossa €30 000+H Singolare - Doppio                              | Roberto Carretero 6–4, 7–5                          | Thierry Guardiola                 | Attila Sávolt Jiří Vaněk             | Roman Smotlak Alexander Shvets Radovan Světlík Hugo Armando         |
| 9 agosto  | Sopot Challenger 1999 Sopot, Polonia Terra rossa €30 000+H Singolare - Doppio                              | Bartłomiej Dąbrowski Michał Gawłowski 6–4, 3–6, 6–3 | Daniel Fiala Jiri Hobler          | Attila Sávolt Jiří Vaněk             | Roman Smotlak Alexander Shvets Radovan Světlík Hugo Armando         |
| 9 agosto  | Vienna Challenger 1999 Vienna, Austria Terra rossa €30 000+H Singolare - Doppio                            | Michel Kratochvil 3–6, 7–6, 6–2                     | Marcelo Charpentier               | Petr Dezort Michal Tabara            | Iztok Božič Marzio Martelli Ivajlo Trajkov Horst Skoff              |
| 9 agosto  | Vienna Challenger 1999 Vienna, Austria Terra rossa €30 000+H Singolare - Doppio                            | Julian Knowle Thomas Strengberger 6–3, 6–2          | Petr Kralert Michel Kratochvil    | Petr Dezort Michal Tabara            | Iztok Božič Marzio Martelli Ivajlo Trajkov Horst Skoff              |
| 16 agosto | Bressanone Challenger 1999 Bressanone, Italia Terra rossa €42 000+H Singolare - Doppio                     | Gianluca Luddi 6–4, 6–4                             | Thierry Guardiola                 | Stefano Tarallo Alessio Di Mauro     | Federico Luzzi Herbert Wiltschnig Jérôme Hanquez David Miketa       |
| 16 agosto | Bressanone Challenger 1999 Bressanone, Italia Terra rossa €42 000+H Singolare - Doppio                     | David Miketa Radovan Světlík 7–5, 6–4               | Manuel Jorquera Anthony Parun     | Stefano Tarallo Alessio Di Mauro     | Federico Luzzi Herbert Wiltschnig Jérôme Hanquez David Miketa       |
| 16 agosto | GHI Bronx Tennis Classic 1999 Bronx, USA Cemento $50 000 Singolare - Doppio                                | Alexander Popp 6–7, 7–6, 6–0                        | Sébastien de Chaunac              | Brett Steven Vadim Kucenko           | Jeff Coetzee Michael Sell Igor Gaudi Alejandro Hernández            |
| 16 agosto | GHI Bronx Tennis Classic 1999 Bronx, USA Cemento $50 000 Singolare - Doppio                                | Jeff Coetzee Alejandro Hernández 6–4, 6–1           | Rob Givone Glenn Weiner           | Brett Steven Vadim Kucenko           | Jeff Coetzee Michael Sell Igor Gaudi Alejandro Hernández            |
| 16 agosto | Prague Challenger 1999 Praga, Repubblica Ceca Terra rossa $75 000 Singolare - Doppio                       | Davide Sanguinetti 7–5, 2–6, 6–3                    | Petr Kralert                      | Gastón Etlis Álex López Morón        | Radek Štěpánek Jiří Vaněk Petr Dezort Christophe Rochus             |
| 16 agosto | Prague Challenger 1999 Praga, Repubblica Ceca Terra rossa $75 000 Singolare - Doppio                       | Petr Kovačka Pavel Kudrnáč 6–0, 6–1                 | Petr Dezort Leoš Friedl           | Gastón Etlis Álex López Morón        | Radek Štěpánek Jiří Vaněk Petr Dezort Christophe Rochus             |
| 16 agosto | Sylt Challenger 1999 Sylt, Germania Terra rossa €30 000+H Singolare - Doppio                               | Michel Kratochvil 6–1, 6–1                          | Emilio Benfele Álvarez            | David Caballero-García Attila Sávolt | Emanuel Couto João Cunha e Silva Davide Scala Andrej Stoljarov      |
| 16 agosto | Sylt Challenger 1999 Sylt, Germania Terra rossa €30 000+H Singolare - Doppio                               | Rene Nicklisch Attila Sávolt 4–6, 6–3, 6–1          | Florian Allgauer Davide Scala     | David Caballero-García Attila Sávolt | Emanuel Couto João Cunha e Silva Davide Scala Andrej Stoljarov      |
| 23 agosto | IPP Trophy 1999 Ginevra, Svizzera Terra rossa $35 000+H Singolare - Doppio                                 | Michel Kratochvil 6–0, 6–1                          | Orlin Stanojčev                   | Herbert Wiltschnig Julián Alonso     | Diego Nargiso Sergi Bruguera Radek Štěpánek Álex Calatrava          |
| 23 agosto | IPP Trophy 1999 Ginevra, Svizzera Terra rossa $35 000+H Singolare - Doppio                                 | Emilio Benfele Álvarez Álex López Morón 7–5, 6–3    | Paul Hanley Nathan Healey         | Herbert Wiltschnig Julián Alonso     | Diego Nargiso Sergi Bruguera Radek Štěpánek Álex Calatrava          |
| 23 agosto | Antonio Savoldi-Marco Cò - Trofeo Dimmidisì 1999 Manerbio, Italia Terra rossa $75 000+H Singolare - Doppio | Attila Sávolt 6–4, 7–6                              | Thierry Guardiola                 | Roberto Carretero Guillaume Marx     | David Caballero-García Jérôme Hanquez Julian Knowle Stefano Tarallo |
| 23 agosto | Antonio Savoldi-Marco Cò - Trofeo Dimmidisì 1999 Manerbio, Italia Terra rossa $75 000+H Singolare - Doppio | Thomas Strengberger Massimo Valeri 6–3, 6–3         | Federico Browne Francisco Cabello | Roberto Carretero Guillaume Marx     | David Caballero-García Jérôme Hanquez Julian Knowle Stefano Tarallo |
| 30 agosto | Black Forest Open 1999 Freudenstadt, Germania Terra rossa €30 000+H Singolare - Doppio                     | Michal Tabara 6–2, 7–6                              | Orlin Stanojčev                   | Julián Alonso Werner Eschauer        | Tomas Behrend Andreas Vinciguerra Federico Browne Francisco Cabello |
| 30 agosto | Black Forest Open 1999 Freudenstadt, Germania Terra rossa €30 000+H Singolare - Doppio                     | Joan Balcells Thomas Strengberger 4–6, 6–2, 6–3     | Michal Tabara Robin Vik           | Julián Alonso Werner Eschauer        | Tomas Behrend Andreas Vinciguerra Federico Browne Francisco Cabello |

### Settembre
| Settimana    | Torneo                                                                                         | Campioni                                           | Finalisti                            | Semifinalii                        | Eliminati ai quarti                                                    |
| ------------ | ---------------------------------------------------------------------------------------------- | -------------------------------------------------- | ------------------------------------ | ---------------------------------- | ---------------------------------------------------------------------- |
| 6 settembre  | Aschaffenburg Challenger 1999 Aschaffenburg, Germania Terra rossa $50 000+H Singolare - Doppio | Rene Nicklisch 3–6, 6–2, 7–6                       | Luis Horna                           | Alexander Popp Marzio Martelli     | Radek Štěpánek Lucas Arnold Ker Francisco Cabello Vincenzo Santopadre  |
| 6 settembre  | Aschaffenburg Challenger 1999 Aschaffenburg, Germania Terra rossa $50 000+H Singolare - Doppio | Francisco Cabello Michael Kohlmann 1–6, 6–3, 6–4   | Vincenzo Santopadre Cristiano Testa  | Alexander Popp Marzio Martelli     | Radek Štěpánek Lucas Arnold Ker Francisco Cabello Vincenzo Santopadre  |
| 6 settembre  | Kiev Challenger 1999 Kiev, Ucraina Terra rossa $35 000+H Singolare - Doppio                    | Emilio Benfele Álvarez 6–1, 6–2                    | Andrej Stoljarov                     | Jiří Vaněk Igor Gaudi              | Jean-René Lisnard Orlin Stanojčev Héctor Moretti Gérard Solvès         |
| 6 settembre  | Kiev Challenger 1999 Kiev, Ucraina Terra rossa $35 000+H Singolare - Doppio                    | Simon Aspelin Johan Landsberg 6–3, 4–6, 6–2        | Gábor Köves Thomas Strengberger      | Jiří Vaněk Igor Gaudi              | Jean-René Lisnard Orlin Stanojčev Héctor Moretti Gérard Solvès         |
| 6 settembre  | Challenger ATP Club Premium Open 1999 Quito, Ecuador Terra rossa $35 000+H Singolare - Doppio  | Nicolás Massú 6–2, 3–6, 6–3                        | Luis Morejón                         | Mariano Puerta Damián Furmanski    | Hugo Armando Juan Ignacio Chela Agustín Calleri Paulo Taicher          |
| 6 settembre  | Challenger ATP Club Premium Open 1999 Quito, Ecuador Terra rossa $35 000+H Singolare - Doppio  | Paulo Taicher Andres Zingman 7–5, 4–6, 7–5         | Óscar Ortiz Marco Osorio             | Mariano Puerta Damián Furmanski    | Hugo Armando Juan Ignacio Chela Agustín Calleri Paulo Taicher          |
| 6 settembre  | Bulgarian Open Challenger 1999 Sofia, Bulgaria Terra rossa $35 000+H Singolare - Doppio        | Ivajlo Trajkov 7–5, 6–2                            | David Miketa                         | Federico Browne Gianluca Luddi     | Radovan Světlík Martin Spöttl Răzvan Sabău Stefano Tarallo             |
| 6 settembre  | Bulgarian Open Challenger 1999 Sofia, Bulgaria Terra rossa $35 000+H Singolare - Doppio        | Massimo Ardinghi Davide Sanguinetti 6–4, 6–2       | Nebojša Đorđević Dušan Vemić         | Federico Browne Gianluca Luddi     | Radovan Světlík Martin Spöttl Răzvan Sabău Stefano Tarallo             |
| 13 settembre | Brașov Challenger 1999 Brașov, Romania Terra rossa $35 000+H Singolare - Doppio                | David Sánchez 6–2, 0–6, 6–2                        | Thierry Guardiola                    | Sebastián Prieto Ionuț Moldovan    | Dinu Pescariu George Cosac Manuel Sala Rodolphe Cadart                 |
| 13 settembre | Brașov Challenger 1999 Brașov, Romania Terra rossa $35 000+H Singolare - Doppio                | Andrei Pavel Gabriel Trifu 6–2, 6–2                | George Cosac Dinu Pescariu           | Sebastián Prieto Ionuț Moldovan    | Dinu Pescariu George Cosac Manuel Sala Rodolphe Cadart                 |
| 13 settembre | Budapest Challenger 1999 Budapest, Ungheria Terra rossa $35 000+H Singolare - Doppio           | Stéphane Huet 6–3, 7–5                             | Werner Eschauer                      | Ladislav Švarc Ignacio Truyol      | Emilio Benfele Álvarez Noam Okun Igor Gaudi Wolfgang Schranz           |
| 13 settembre | Budapest Challenger 1999 Budapest, Ungheria Terra rossa $35 000+H Singolare - Doppio           | Harel Levy Noam Okun 6–4, 4–6, 6–2                 | Daniel Fiala Leoš Friedl             | Ladislav Švarc Ignacio Truyol      | Emilio Benfele Álvarez Noam Okun Igor Gaudi Wolfgang Schranz           |
| 13 settembre | Macedonian Open 1999 Skopje, Macedonia Terra rossa $35 000+H Singolare - Doppio                | Vasilīs Mazarakīs 6–1, 6–0                         | Gergely Kisgyörgy                    | Herbert Wiltschnig Federico Browne | Vladimír Pláteník Andrés Schneiter Željko Krajan Lovro Zovko           |
| 13 settembre | Macedonian Open 1999 Skopje, Macedonia Terra rossa $35 000+H Singolare - Doppio                | Gergely Kisgyörgy Steven Randjelovic 6–1, 5–7, 7–6 | Federico Browne Lovro Zovko          | Herbert Wiltschnig Federico Browne | Vladimír Pláteník Andrés Schneiter Željko Krajan Lovro Zovko           |
| 20 settembre | Austin Challenger 1999 Austin, USA Cemento $35 000+H Singolare - Doppio                        | André Sá 7–5, 6–2                                  | Glenn Weiner                         | Takao Suzuki Alex O'Brien          | Brandon Hawk Barry Cowan Marcos Ondruska Vladimir Volčkov              |
| 20 settembre | Austin Challenger 1999 Austin, USA Cemento $35 000+H Singolare - Doppio                        | Marcos Ondruska Wesley Whitehouse 7–5, 4–6, 6–2    | Paul Goldstein Adam Peterson         | Takao Suzuki Alex O'Brien          | Brandon Hawk Barry Cowan Marcos Ondruska Vladimir Volčkov              |
| 20 settembre | Copa Sevilla 1999 Siviglia, Spagna Terra gialla €42 000+H Singolare - Doppio                   | Sebastián Prieto 4–6, 6–2, 6–1                     | Jacobo Díaz                          | Alexander Popp Álex Calatrava      | Juan Albert Viloca Werner Eschauer Javier García-Sintes Germán Puentes |
| 20 settembre | Copa Sevilla 1999 Siviglia, Spagna Terra gialla €42 000+H Singolare - Doppio                   | Marcelo Charpentier José Frontera 7–5, 6–3         | Eduardo Nicolás Espin Germán Puentes | Alexander Popp Álex Calatrava      | Juan Albert Viloca Werner Eschauer Javier García-Sintes Germán Puentes |
| 20 settembre | Pekao Open 1999 Stettino, Polonia Terra rossa €106 000+H Singolare - Doppio                    | Andreas Vinciguerra 6–2, 6–4                       | Juan Antonio Marín                   | Mariano Puerta Arnaud Di Pasquale  | Franco Squillari Alberto Berasategui Fredrik Jonsson Tomas Behrend     |
| 20 settembre | Pekao Open 1999 Stettino, Polonia Terra rossa €106 000+H Singolare - Doppio                    | Aleksandar Kitinov Jack Waite 6–1, 5–7, 6–4        | Guillermo Cañas Martín García        | Mariano Puerta Arnaud Di Pasquale  | Franco Squillari Alberto Berasategui Fredrik Jonsson Tomas Behrend     |
| 27 settembre | San Antonio Challenger 1999 San Antonio, USA Cemento €106 000+H Singolare - Doppio             | Mark Knowles 6–4, 3–6, 6–1                         | Cristiano Caratti                    | Takao Suzuki James Sekulov         | Alex O'Brien Michael Sell Raemon Sluiter Wayne Black                   |
| 27 settembre | San Antonio Challenger 1999 San Antonio, USA Cemento €106 000+H Singolare - Doppio             | Mitch Sprengelmeyer Jason Weir-Smith 6–3, 7–6      | Andrew Painter Byron Talbot          | Takao Suzuki James Sekulov         | Alex O'Brien Michael Sell Raemon Sluiter Wayne Black                   |

### Ottobre
| Settimana  | Torneo                                                                                    | Campioni                                               | Finalisti                            | Semifinalii                        | Eliminati ai quarti                                                       |
| ---------- | ----------------------------------------------------------------------------------------- | ------------------------------------------------------ | ------------------------------------ | ---------------------------------- | ------------------------------------------------------------------------- |
| 4 ottobre  | Tel Aviv Challenger 1999 Tel Aviv, Israele Cemento $50 000+H Singolare - Doppio           | Sláva Doseděl 7–6, 6–3                                 | Noam Okun                            | Mosè Navarra Gianluca Pozzi        | Petr Kralert Michal Tabara Lior Mor Yaoki Ishii                           |
| 4 ottobre  | Tel Aviv Challenger 1999 Tel Aviv, Israele Cemento $50 000+H Singolare - Doppio           | Noam Behr Eyal Ran 6–3, 6–2                            | Amir Hadad Andrew Ilie               | Mosè Navarra Gianluca Pozzi        | Petr Kralert Michal Tabara Lior Mor Yaoki Ishii                           |
| 4 ottobre  | Tulsa Challenger 1999 Tulsa, USA Cemento $35 000+H Singolare - Doppio                     | André Sá 6–2, 7–6                                      | Jimy Szymanski                       | Kevin Kim Edwin Kempes             | Rodolphe Cadart Wayne Black Daniel Melo Jeff Coetzee                      |
| 4 ottobre  | Tulsa Challenger 1999 Tulsa, USA Cemento $35 000+H Singolare - Doppio                     | Jeff Coetzee Alejandro Hernández 6–2, 6–1              | James Blake Thomas Blake             | Kevin Kim Edwin Kempes             | Rodolphe Cadart Wayne Black Daniel Melo Jeff Coetzee                      |
| 11 ottobre | Ciutat de Barcelona 1999 Barcellona, Spagna Terra rossa $50 000+H Singolare - Doppio      | Fernando Vicente 6–2, 1–6, 6–2                         | Sargis Sargsian                      | Christophe Rochus Joan Balcells    | Markus Hantschk Albert Portas Óscar Serrano Gámez Álex López Morón        |
| 11 ottobre | Ciutat de Barcelona 1999 Barcellona, Spagna Terra rossa $50 000+H Singolare - Doppio      | Eduardo Nicolás Espin Germán Puentes 7–6, 7–6          | Alberto Martín Javier Sánchez        | Christophe Rochus Joan Balcells    | Markus Hantschk Albert Portas Óscar Serrano Gámez Álex López Morón        |
| 11 ottobre | Challenger of Dallas 1999 Dallas, Texas, Stati Uniti Cemento $50 000 Singolare - Doppio   | André Sá 7–5, 4–6, 6–4                                 | Jimy Szymanski                       | Raemon Sluiter Edwin Kempes        | Xavier Malisse Martin Lee Michael Sell Glenn Weiner                       |
| 11 ottobre | Challenger of Dallas 1999 Dallas, Texas, Stati Uniti Cemento $50 000 Singolare - Doppio   | Paul Kilderry Grant Silcock 4–6, 6–3, 6–1              | Mitch Sprengelmeyer Jason Weir-Smith | Raemon Sluiter Edwin Kempes        | Xavier Malisse Martin Lee Michael Sell Glenn Weiner                       |
| 11 ottobre | São Paulo Challenger 1999 San Paolo, Brasile Terra rossa $100 000 Singolare - Doppio      | Hernán Gumy 7–6, 6–3                                   | Thierry Guardiola                    | Sebastián Prieto Jean-René Lisnard | Gastón Gaudio Olivier Malcor Federico Browne Nicolás Massú                |
| 11 ottobre | São Paulo Challenger 1999 San Paolo, Brasile Terra rossa $100 000 Singolare - Doppio      | Jaime Oncins Daniel Orsanic 6–2, 6–2                   | Mariano Hood Sebastián Prieto        | Sebastián Prieto Jean-René Lisnard | Gastón Gaudio Olivier Malcor Federico Browne Nicolás Massú                |
| 18 ottobre | Cairo Challenger 1999 Il Cairo, Egitto Terra rossa $100 000 Singolare - Doppio            | Karim Alami 6–3, 6–1                                   | Christophe Rochus                    | Jacobo Díaz Sargis Sargsian        | Marcello Craca Germán Puentes Alberto Berasategui Alberto Martín          |
| 18 ottobre | Cairo Challenger 1999 Il Cairo, Egitto Terra rossa $100 000 Singolare - Doppio            | Juan Ignacio Carrasco Jairo Velasco, Jr. 6–7, 6–4, 7–6 | Álex López Morón Albert Portas       | Jacobo Díaz Sargis Sargsian        | Marcello Craca Germán Puentes Alberto Berasategui Alberto Martín          |
| 18 ottobre | Bauer Cup 1999 Eckental, Germania Sintetico (indoor) €35 000+H Singolare - Doppio         | George Bastl 7–6, 4–6, 6–4                             | Petr Luxa                            | Andrej Stoljarov Karsten Braasch   | Alexander Popp Martin Damm Mosè Navarra Radek Štěpánek                    |
| 18 ottobre | Bauer Cup 1999 Eckental, Germania Sintetico (indoor) €35 000+H Singolare - Doppio         | Petr Pála Pavel Vízner 6–4, 6–3                        | Steven Randjelovic Lovro Zovko       | Andrej Stoljarov Karsten Braasch   | Alexander Popp Martin Damm Mosè Navarra Radek Štěpánek                    |
| 18 ottobre | Hong Kong Challenger 1999 Hong Kong, Cina Cemento $100 000 Singolare - Doppio             | Stéphane Huet 6–4, 4–6, 6–1                            | Gouichi Motomura                     | Fredrik Jonsson Mike Bryan         | Andrew Ilie Andreas Vinciguerra John van Lottum Martin Spöttl             |
| 18 ottobre | Hong Kong Challenger 1999 Hong Kong, Cina Cemento $100 000 Singolare - Doppio             | Neville Godwin Michael Hill 3–6, 7–5, 7–6              | Mike Bryan Bob Bryan                 | Fredrik Jonsson Mike Bryan         | Andrew Ilie Andreas Vinciguerra John van Lottum Martin Spöttl             |
| 18 ottobre | Houston Challenger 1999 Houston, USA Cemento €42 000+H Singolare - Doppio                 | Marcos Ondruska 7–6, 6–1                               | James Sekulov                        | André Sá Edwin Kempes              | Glenn Weiner Kevin Kim Petr Kralert Cristiano Caratti                     |
| 18 ottobre | Houston Challenger 1999 Houston, USA Cemento €42 000+H Singolare - Doppio                 | David DiLucia Michael Sell 7–6, 6–0                    | Bobby Kokavec Jocelyn Robichaud      | André Sá Edwin Kempes              | Glenn Weiner Kevin Kim Petr Kralert Cristiano Caratti                     |
| 18 ottobre | Lima Challenger 1999 Lima, Perù Terra rossa $35 000+H Singolare - Doppio                  | Juan Ignacio Chela 6–2, 7–5                            | Jiří Vaněk                           | Nicolas Coutelot David Miketa      | Federico Browne Daniel Melo Ota Fukárek Álex Calatrava                    |
| 18 ottobre | Lima Challenger 1999 Lima, Perù Terra rossa $35 000+H Singolare - Doppio                  | Pablo Albano Martín García 7–6, 3–6, 6–3               | Mariano Hood Sebastián Prieto        | Nicolas Coutelot David Miketa      | Federico Browne Daniel Melo Ota Fukárek Álex Calatrava                    |
| 25 ottobre | Brest Challenger 1999 Brest, Francia Cemento indoor $35 000+H Singolare - Doppio          | Roger Federer 7–6, 6–3                                 | Maks Mirny                           | Martin Damm Magnus Gustafsson      | Michaël Llodra Stefano Pescosolido Óscar Burrieza López Jean-René Lisnard |
| 25 ottobre | Brest Challenger 1999 Brest, Francia Cemento indoor $35 000+H Singolare - Doppio          | Martin Damm Maks Mirny 4–6, 6–1, 6–4                   | Rodolphe Gilbert Lionel Roux         | Martin Damm Magnus Gustafsson      | Michaël Llodra Stefano Pescosolido Óscar Burrieza López Jean-René Lisnard |
| 25 ottobre | Samarkand Challenger 1999 Samarcanda, Uzbekistan Terra rossa $35 000+H Singolare - Doppio | Oleg Ogorodov 1–6, 7–6, 7–6                            | Emilio Benfele Álvarez               | Timothy Aerts Alexander Shvets     | Óscar Serrano Gámez Kris Goossens Stefano Galvani Jan Frode Andersen      |
| 25 ottobre | Samarkand Challenger 1999 Samarcanda, Uzbekistan Terra rossa $35 000+H Singolare - Doppio | Noam Behr Andrej Stoljarov 6–7, 6–3, 6–1               | Emilio Benfele Álvarez Kris Goossens | Timothy Aerts Alexander Shvets     | Óscar Serrano Gámez Kris Goossens Stefano Galvani Jan Frode Andersen      |

### Novembre
| Settimana   | Torneo | Campioni                                          | Finalisti                                | Semifinalii                          | Eliminati ai quarti                                                   |
| ----------- | --- | ------------------------------------------------- | ---------------------------------------- | ------------------------------------ | --------------------------------------------------------------------- |
| 1º novembre | Lambertz Open by STAWAG 1999 Aquisgrana, Germania Sintetico (indoor) €42 000+H Singolare - Doppio                     | Raemon Sluiter 2–6, 6–4, 7–6                      | David Prinosil                           | Gianluca Pozzi Orlin Stanojčev       | Lars Burgsmüller Peter Wessels Jens Knippschild Martin Damm           |
| 1º novembre | Lambertz Open by STAWAG 1999 Aquisgrana, Germania Sintetico (indoor) €42 000+H Singolare - Doppio                     | Lars Burgsmüller Takao Suzuki 7–6, 6–4            | Juan Ignacio Carrasco Jairo Velasco, Jr. | Gianluca Pozzi Orlin Stanojčev       | Lars Burgsmüller Peter Wessels Jens Knippschild Martin Damm           |
| 1º novembre | Santiago Challenger 1999 Santiago, Cile Terra rossa $50 000+H Singolare - Doppio                                      | Nicolás Massú 6–7, 6–2, 6–4                       | Karim Alami                              | Dušan Vemić Galo Blanco              | Jacobo Díaz Hernán Gumy Germán Puentes Ramón Delgado                  |
| 1º novembre | Santiago Challenger 1999 Santiago, Cile Terra rossa $50 000+H Singolare - Doppio                                      | Antonio Prieto Cristiano Testa 4–6, 6–4, 6–3      | Álex López Morón Germán Puentes          | Dušan Vemić Galo Blanco              | Jacobo Díaz Hernán Gumy Germán Puentes Ramón Delgado                  |
| 1º novembre | Keio Challenger International Tennis Tournament 1999 Yokohama, Giappone Sintetico indoor €42 000+H Singolare - Doppio | Lee Hyung-taik 6–3, 6–0                           | Paradorn Srichaphan                      | Noam Okun Ivo Heuberger              | Yaoki Ishii Takahiro Terachi Andy Fahlke Gouichi Motomura             |
| 1º novembre | Keio Challenger International Tennis Tournament 1999 Yokohama, Giappone Sintetico indoor €42 000+H Singolare - Doppio | Satoshi Iwabuchi Thomas Shimada 6–2, 6–4          | Michael Joyce Kyle Spencer               | Noam Okun Ivo Heuberger              | Yaoki Ishii Takahiro Terachi Andy Fahlke Gouichi Motomura             |
| 8 novembre  | Miami Challenger 1999 Miami, USA Cemento €42 000+H Singolare - Doppio                                                 | Marcos Ondruska 6–2, 6–2                          | Radek Štěpánek                           | Paul Goldstein Jeff Coetzee          | Geoff Grant Edwin Kempes Igor Gaudi Oliver Gross                      |
| 8 novembre  | Miami Challenger 1999 Miami, USA Cemento €42 000+H Singolare - Doppio                                                 | Jocelyn Robichaud Myles Wakefield 7–5, 4–6, 6–2   | Amir Hadad Andrew Ilie                   | Paul Goldstein Jeff Coetzee          | Geoff Grant Edwin Kempes Igor Gaudi Oliver Gross                      |
| 8 novembre  | Montevideo Challenger 1999 Montevideo, Uruguay Terra rossa €106 000+H Singolare - Doppio                              | Karim Alami 6–3, 6–1                              | Galo Blanco                              | Alexandre Simoni Juan Antonio Marín  | Álex López Morón Juan Ignacio Chela Markus Hipfl Franco Squillari     |
| 8 novembre  | Montevideo Challenger 1999 Montevideo, Uruguay Terra rossa €106 000+H Singolare - Doppio                              | Pablo Albano Martín García 6–2, 6–3               | Diego del Río Daniel Orsanic             | Alexandre Simoni Juan Antonio Marín  | Álex López Morón Juan Ignacio Chela Markus Hipfl Franco Squillari     |
| 15 novembre | Andorra Challenger 1999 Andorra, Andorra Cemento indoor $35 000+H Singolare - Doppio                                  | Justin Gimelstob 4–6, 7–6, 7–5                    | Maks Mirny                               | Gianluca Pozzi George Bastl          | Jeff Tarango Alexander Popp Davide Sanguinetti Cyril Saulnier         |
| 15 novembre | Andorra Challenger 1999 Andorra, Andorra Cemento indoor $35 000+H Singolare - Doppio                                  | Juan Ignacio Carrasco Jairo Velasco, Jr. 7–5, 7–6 | Scott Humphries Peter Nyborg             | Gianluca Pozzi George Bastl          | Jeff Tarango Alexander Popp Davide Sanguinetti Cyril Saulnier         |
| 15 novembre | ATP Buenos Aires 1999 Buenos Aires, Argentina Terra rossa $50 000+H Singolare - Doppio                                | Franco Squillari 5–7, 6–1, 6–4                    | Hernán Gumy                              | Gastón Gaudio Gianluca Luddi         | Nicolás Massú Julián Alonso Andrea Gaudenzi José Acasuso              |
| 15 novembre | ATP Buenos Aires 1999 Buenos Aires, Argentina Terra rossa $50 000+H Singolare - Doppio                                | Guillermo Cañas Martín García 6–4, 6–4            | Paul Rosner Dušan Vemić                  | Gastón Gaudio Gianluca Luddi         | Nicolás Massú Julián Alonso Andrea Gaudenzi José Acasuso              |
| 15 novembre | Challenger Britania Zavaleta 1999 Puebla, Messico Cemento $35 000+H Singolare - Doppio                                | Michael Sell 7–6, 7–5                             | Alejandro Hernández                      | Brian MacPhie Eyal Ran               | Damián Furmanski Miguel Gallardo Valles Luis Herrera Andrés Zingman   |
| 15 novembre | Challenger Britania Zavaleta 1999 Puebla, Messico Cemento $35 000+H Singolare - Doppio                                | Óscar Ortiz Marco Osorio 6–1, 6–3                 | Jeff Salzenstein Jim Thomas              | Brian MacPhie Eyal Ran               | Damián Furmanski Miguel Gallardo Valles Luis Herrera Andrés Zingman   |
| 15 novembre | Rancho Mirage Challenger 1999 Rancho Mirage, USA Cemento €42 000+H Singolare - Doppio                                 | Bob Bryan 7–5, 7–5                                | Jeff Coetzee                             | Jan Frode Andersen Ronald Agénor     | Jiří Vaněk Oliver Gross Taylor Dent Alexander Waske                   |
| 15 novembre | Rancho Mirage Challenger 1999 Rancho Mirage, USA Cemento €42 000+H Singolare - Doppio                                 | Thomas Shimada Myles Wakefield 6–3, 6–3           | Mike Bryan Bob Bryan                     | Jan Frode Andersen Ronald Agénor     | Jiří Vaněk Oliver Gross Taylor Dent Alexander Waske                   |
| 22 novembre | Guadalajara Challenger 1999 Guadalajara, Messico Terra rossa $50 000+H Singolare - Doppio                             | Francisco Costa 4–6, 7–5, 6–3                     | Nicolás Massú                            | Andrej Stoljarov Federico Browne     | Michael Russell Agustín Calleri Ronald Agénor Alejandro Hernández     |
| 22 novembre | Guadalajara Challenger 1999 Guadalajara, Messico Terra rossa $50 000+H Singolare - Doppio                             | Thomas Shimada Myles Wakefield 4–6, 7–6, 6–1      | Simon Aspelin Johan Landsberg            | Andrej Stoljarov Federico Browne     | Michael Russell Agustín Calleri Ronald Agénor Alejandro Hernández     |
| 29 novembre | Caracas Challenger 1999 Caracas, Venezuela Terra rossa €106 000+H Singolare - Doppio                                  | Younes El Aynaoui 6–3, 7–6                        | Gastón Etlis                             | Michael Kohlmann Solon Peppas        | Federico Browne Juan Ignacio Chela Herbert Wiltschnig Christian Vinck |
| 29 novembre | Caracas Challenger 1999 Caracas, Venezuela Terra rossa €106 000+H Singolare - Doppio                                  | Gastón Etlis Martín Rodríguez 6–4, 6–3            | José de Armas Jimy Szymanski             | Michael Kohlmann Solon Peppas        | Federico Browne Juan Ignacio Chela Herbert Wiltschnig Christian Vinck |
| 29 novembre | Lucknow Challenger 2 1999 Lucknow, India Cemento (indoor) €106 000+H Singolare - Doppio                               | Leander Paes 7–6, 7–6                             | Jamie Delgado                            | Paradorn Srichaphan Takahiro Terachi | Ivan Vajda Tuomas Ketola Satoshi Iwabuchi Oleg Ogorodov               |
| 29 novembre | Lucknow Challenger 2 1999 Lucknow, India Cemento (indoor) €106 000+H Singolare - Doppio                               | Kristian Pless Paradorn Srichaphan 5–7, 6–3, 7–5  | Jamie Delgado Martin Lee                 | Paradorn Srichaphan Takahiro Terachi | Ivan Vajda Tuomas Ketola Satoshi Iwabuchi Oleg Ogorodov               |
| 29 novembre | Nümbrecht Challenger 1999 Nümbrecht, Germania Cemento (indoor) €106 000+H Singolare - Doppio                          | George Bastl 7–6, 6–3                             | Martin Damm                              | Leoš Friedl Peter Wessels            | Stefano Pescosolido Alexander Shvets Antony Dupuis Michail Južnyj     |
| 29 novembre | Nümbrecht Challenger 1999 Nümbrecht, Germania Cemento (indoor) €106 000+H Singolare - Doppio                          | Dirk Dier Jens Knippschild 6–3, 7–5               | Andreas Tattermusch Andreas Weber        | Leoš Friedl Peter Wessels            | Stefano Pescosolido Alexander Shvets Antony Dupuis Michail Južnyj     |
| 29 novembre | JSM Challenger 1999 Urbana, USA Cemento indoor €42 000+H Singolare - Doppio                                           | Frédéric Niemeyer 7–6, 3–6, 7–6                   | Sébastien Lareau                         | Kevin Kim Julian Knowle              | Michael Joyce Grant Stafford Glenn Weiner James Blake                 |
| 29 novembre | JSM Challenger 1999 Urbana, USA Cemento indoor €42 000+H Singolare - Doppio                                           | Paul Goldstein Jim Thomas 6–7, 7–6, 7–6           | Mike Bryan Bob Bryan                     | Kevin Kim Julian Knowle              | Michael Joyce Grant Stafford Glenn Weiner James Blake                 |

### Dicembre
| Settimana  | Torneo | Campioni                                    | Finalisti                      | Semifinalii                       | Eliminati ai quarti                                              |
| ---------- | --- | ------------------------------------------- | ------------------------------ | --------------------------------- | ---------------------------------------------------------------- |
| 6 dicembre | Burbank Challenger 1999 Burbank, USA Cemento $50 000+H Singolare - Doppio                                  | Cecil Mamiit 7–5, 6–3                       | Alex O'Brien                   | Bob Bryan Jimy Szymanski          | Paul Goldstein Jan Frode Andersen Marcos Ondruska Andrew Painter |
| 6 dicembre | Burbank Challenger 1999 Burbank, USA Cemento $50 000+H Singolare - Doppio                                  | Mike Bryan Bob Bryan 7–6, 5–7, 6–1          | Scott Humphries Cecil Mamiit   | Bob Bryan Jimy Szymanski          | Paul Goldstein Jan Frode Andersen Marcos Ondruska Andrew Painter |
| 6 dicembre | Jaipur Challenger 1999 Jaipur, India Erba $50 000+H Singolare - Doppio                                     | Leander Paes 7–6, 6–4                       | Barry Cowan                    | Paradorn Srichaphan Jamie Delgado | Satoshi Iwabuchi Tuomas Ketola Takahiro Terachi Mosè Navarra     |
| 6 dicembre | Jaipur Challenger 1999 Jaipur, India Erba $50 000+H Singolare - Doppio                                     | Tomáš Anzari Satoshi Iwabuchi 7–6, 4–6, 7–6 | Ivo Karlović Jurij Ščukin      | Paradorn Srichaphan Jamie Delgado | Satoshi Iwabuchi Tuomas Ketola Takahiro Terachi Mosè Navarra     |
| 6 dicembre | Challenger de la Ciudad de Mexico 1999 Città del Messico, Messico Terra rossa $50 000+H Singolare - Doppio | Federico Browne 4–6, 7–6, 6–4               | Gastón Etlis                   | Răzvan Sabău Luis Horna           | Alejandro Hernández Daniel Melo Héctor Moretti Stefano Galvani   |
| 6 dicembre | Challenger de la Ciudad de Mexico 1999 Città del Messico, Messico Terra rossa $50 000+H Singolare - Doppio | Gastón Etlis Damián Furmanski 6–4, 6–3      | Paulo Taicher Andrés Zingman   | Răzvan Sabău Luis Horna           | Alejandro Hernández Daniel Melo Héctor Moretti Stefano Galvani   |
| 6 dicembre | Perth Challenger 1999 Perth, Australia Cemento $25 000+H Singolare - Doppio                                | Paul Kilderry 6–4, 6–4                      | Dejan Petrović                 | Lovro Zovko Mark Hlawaty          | Donavan September Grant Doyle Peter Clarke Mark Nielsen          |
| 6 dicembre | Perth Challenger 1999 Perth, Australia Cemento $25 000+H Singolare - Doppio                                | Paul Kilderry Grant Silcock 6–4, 7–6        | Paul Baccanello Josh Tuckfield | Lovro Zovko Mark Hlawaty          | Donavan September Grant Doyle Peter Clarke Mark Nielsen          |